# Chalwe Raüs
Le général Raus Chalwe Munkutu Ngwashi, né à Élisabethville le 12 décembre 1958, est un Commissaire Divisionnaire Principal de l'inspection Générale de la police nationale de la République démocratique du Congo,Grand Officier de l’ordre National Héros National Kabila Lumumba et le vice-Gouverneur Policier de la province de l'Ituri  depuis avril 2023,,.

## Fonctions exercées
- Vice-Gouverneur Policier de la Province de l’ITURI : de Mars 2023 à ce jour[5]
- Officier National de Sécurité et de Sureté de la FECOFA /CAF : de 2016 à ce jour[6]
- Commissaire général adjoint chargé de la Police Administrative de la Police Nationale Congolaise ; Inspecteur Général de la Police Nationale Congolaise : de juillet 2017 à Mars 2023[3]
- Membre du Comité Provincial de Pilotage du Programme SSAPR (Security Hector Accountability and Police Reform : Redevabilité du Secteur de la Sécurité et Réforme de la Police): 10 juin 2011 au 28 décembre 2013 ;
- Inspecteur Provincial de la Police Nationale Congolaise du Bas – Congo et Président du Centre Provincial des Opérations (CPO) : de juin 2007 au 28 décembre 2013
- Membre de la Commission Mixte Sécurité Publique RDC-ANGOLA : 2008 au 20 décembre 2013 ;
- Directeur de Renseignements Généraux et Services Spéciaux de la Police Nationale Congolaise (DRGS PNC) : de 1997 à juin 2007 ;
- Chef de la Cellule Renseignement au sein du Groupe Technique Pour la Sécurisation des Elections (GTSE), de 2004 à 2006 ;
- Détective Privé à l’Agence Roma International : 1995 à 1997 (Bruxelles) ;
- Employé à l’entreprise de courrier Import-Export TNT (de 1989 à 1994) à Bruxelles ;
- Membre du Cabinet du Directeur Général de la Garde Civile (Kinshasa) ;
- Comptable (à la Présidence de la République) au Bureau National de Développement Economique et Social - BNDES – (Kinshasa) ;
- Employé au Service Comptabilité d’AGETRAF (Lubumbashi)